# César Arzo
César Arzo Amposta (* 26. Januar 1986 in Villarreal) ist ein ehemaliger spanischer Fußballspieler.

## Verein
César Arzo stammt aus der Jugend des FC Villarreal aus seiner Heimatstadt. Sein Liga-Debüt gab er für die Ostspanier am 23. März 2003 gegen Real Sociedad. Bei Villarreal gelang ihm jedoch aufgrund der enormen Konkurrenz durch Spieler wie Juan Román Riquelme nie der Durchbruch. In den beiden Spielzeiten 03/04 und 04/05 wurde César Arzo jeweils auch im UEFA-Pokal eingesetzt, in der Saison 05/06 erreichte er mit seiner Mannschaft das Halbfinale der Champions League, in der er drei Mal eingesetzt wurde.
Für die Saison 2006/07 war Arzo an den Erstliga-Aufsteiger Recreativo Huelva ausgeliehen. Dort wurde er immerhin in 24 Spielen eingesetzt. Im folgenden Jahr wurde Arzo erneut verliehen – dieses Mal wieder an einen Aufsteiger – Real Murcia. Bei Murcia gelang ihm als Stammspieler endgültig der Durchbruch im Profigeschäft, doch mit dem Team stieg er ab.
Da Villarreal dennoch keine Verwendung für Arzo hatte, wurde er an seinen ehemaligen Leihverein Recreativo Huelva abgegeben. Im Sommer 2009 wechselte er innerhalb der Primera División zu Real Valladolid, wo er am Ende der Saison 2009/10 den Gang in die Segunda División antreten musste.
Im Winter 2011 wurde Arzo an den belgischen Erstligisten KAA Gent transferiert, wo er einen Vertrag bis Juli 2014 unterschrieb.
In der Wintertransferperiode der Saison 2013/14 wechselte Arzo zu Real Saragossa, wo er bis Saisonende blieb. Zur Saison 2014/15 ging er nach Israel zu Beitar Jerusalem. Nach nur einem Jahr in Israel schloss sich Arzo dem AEK Athen an. Sein erstes Spiel für den neuen Verein machte er am 22. November 2015 beim 2:1-Erfolg gegen Panthrakikos. Anschließend spielte er noch für Kairat Almaty und Gimnàstic de Tarragona, bevor er im Sommer 2019 seine aktive Karriere beendete.

## Nationalmannschaft
2003 nahm Arzo mit der U-17-Nationalmannschaft Spaniens an der Europa- sowie der Weltmeisterschaft teil. Zwei Jahre später bestritt er dann drei Partien für die U-19-Auswahl und am 5. Juni 2007 kam er im EM-Qualifikationsspiel gegen Georgien zu einem einminütigen Einsatz für die U-21.

## Erfolge
- Griechischer Pokalsieger: 2016
- Kasachischer Pokalsieger: 2017